# 1647 Menelaus
Az 1647 Menelaus (ideiglenes jelöléssel 1957 MK) egy kisbolygó a Naprendszerben. Seth Barnes Nicholson fedezte fel 1957. június 23-án. A Jupiter pályáján keringő Trójai csoport tagja.